# Manocalzati
Manocalzati är en ort och kommun i provinsen Avellino i regionen Kampanien i Italien. Kommunen hade 3 198 invånare (2017).